# Маунтинер (Аризона)
Маунтинер (енгл. Mountainaire) насељено је место без административног статуса у америчкој савезној држави Аризона.

## Демографија
По попису из 2010. године број становника је 1.119, што је 105 (10,4%) становника више него 2000. године.
| Група             | 2000.       | 2010.       |
| Белци             | 843 (83,1%) | 953 (85,2%) |
| Афроамериканци    | 3 (0,3%)    | 10 (0,9%)   |
| Азијати           | 3 (0,3%)    | 5 (0,4%)    |
| Хиспаноамериканци | 67 (6,6%)   | 89 (8,0%)   |
| Укупно            | 1.014       | 1.119       |